# Saison 5 de Femmes de loi
Cet article présente le guide de la cinquième saison de la série télévisée Femmes de loi.
| N° | # | Titre                | Réalisation    | Scénario                       | Première diffusion |
| --- | - | -------------------- | -------------- | ------------------------------ | ------------------ |
| 18 | 1 | Un criminel sans nom | Denis Amar     | Martin Guyot                   | 26 septembre 2005  |
| Une jeune femme est assassinée dans un parc de stationnement souterrain. Chargée de l'enquête, le procureur Elisabeth Brochène a la surprise de découvrir au domicile de la victime, employée comme femme de chambre d'un grand hôtel, des documents semblant prouver que celle-ci s'intéressait de près au lieutenant Marie Balaguère... laquelle tombe des nues en apprenant la nouvelle. Une visite dans l'établissement où travaillait la défunte ouvre aux Femmes de loi, en butte à l'hostilité du directeur une première piste lorsqu'elles apprennent que la victime profitait de sa bonne position professionnelle pour jouer aux maîtres chanteurs... |   |                      |                |                                |                    |
| 19 | 2 | Héritage             | Denis Amar     | Sandro Agénor et Yann Le Nivet | 17 octobre 2005    |
| Au petit matin, dans une étude de notaire, le comptable et le clerc sont assassinés par un homme encagoulé, sous les yeux de Maître Lachenay, lui-même grièvement blessé. Ce dernier échappe de peu à la mort grâce à l'arrivée du docteur Francoeur. Nos femmes de loi mènent leur enquête. Tout accuse, en premier lieu Martin Béral, le chauffeur de Lachenay. Mais l'enquête semble bien plus compliquée que ça et une sculpture pourrait bien devenir une amie pour Elisabeth et Marie... |   |                      |                |                                |                    |
| 20 | 3 | Dette de sang        | Sylvie Ayme    | Céline et Martin Guyot         | 5 février 2006     |
| Un soir, une jeune femme, Isabelle est poursuivie par un automobiliste. Une patrouille de police croise son chemin et vient à son secours alors qu'elle est en état de choc, répétant "Il a essayé de me tuer...". Après s’être calmée, elle assure que son agresseur n’est autre qu’un huissier qu’elle connaît plutôt bien. Le lieutenant Marie Balaguère décide d’ouvrir une enquête en apprenant que, poursuivie par le même huissier, la mère d'Isabelle s’est récemment suicidée. Balaguère commence à suspecter un travail méthodique de harcèlement au profit d’intérêts immobiliers. Mais l’huissier, un certain Gleizes, se défend d’avoir fait plus que son travail. Notre duo va devoir enquêter pour comprendre le fin mot de cette délicate affaire... |   |                      |                |                                |                    |
| 21 | 4 | Clichés meurtriers   | Sylvie Ayme    | Marie-Pierre Thomas            | 5 mars 2006        |
| Alain Martel, un coiffeur de grand renom de 55 ans apparaît au bras de sa fille Louise, qui s'apprête à épouser Thierry Bourgeois, un professeur de maths de 33 ans. La cérémonie de mariage organisée en grande pompe dans la somptueuse propriété familiale bat son plein. "Place aux rejouissances" annonce Alain Martel, tout heureux de marier sa fille. Il l'invite alors sur la piste de danse pour une première valse puis, s'écroule soudain dans ses bras, laissant sa belle robe blanche maculée de sang. Louise, hystérique, hurle de chagrin et de stupeur. Il est l'heure pour Elisabeth Brochène et son indisciplinée de lieutenant de mener l'enquête...                                                                                             |   |                      |                |                                |                    |
| 22 | 5 | Secrets de famille   | Etienne Dhaene | France Husson                  | 22 mai 2006        |
| Adeline, la charmante baby-sitter de la famille du président Deligne - juge d'assisses et mentor d'Elisabeth Brochène - est victime d'une agression qui lui coûte la vie. Traumatisé par ce drame, le juge demande à Elisabeth de retrouver les coupables qui, assure-t-il, ne peuvent être que les cambrioleurs qui terrorisent les habitants de la zone résidentielle où il demeure depuis un bon moment... |   |                      |                |                                |                    |